# 220 (liczba)
220 (dwieście dwadzieścia) – liczba naturalna następująca po 219 i poprzedzająca 221.

## W matematyce
- 220 jest najmniejszą liczbą zaprzyjaźnioną (220, 284), liczby te były znane już Pitagorasowi[1]
- 220 jest liczbą Harshada[2]
- 220 jest liczbą praktyczną[3]
- 220 jest sumą kolejnych czterech liczb pierwszych (47 + 53 + 59 + 61)
- 220 nie jest liczbą palindromiczną, czyli liczbą czytana w obu kierunkach, w pozycyjnych systemach liczbowych od bazy 2 do bazy16
- 220 należy do czternastu trójek pitagorejskich (21, 220, 221), (132, 176, 220), (165, 220, 275), (192, 220, 292), (220, 231, 319), (220, 459, 509), (220, 528, 572), (220, 585, 625), (220, 1089, 1111), (220, 1200, 1220), (220, 2415, 2425), (220, 3021, 3029), (220, 6048, 6052), (220, 12099, 12101).

## W nauce
- galaktyka NGC 220
- planetoida (220) Stephania
- kometa krótkookresowa 220P/McNaught

## W kalendarzu
220. dniem w roku jest 8 sierpnia (w latach przestępnych jest to 7 sierpnia). Zobacz też co wydarzyło się w roku 220, oraz w roku 220 p.n.e.

## W Biblii
Liczba owiec oraz liczba kóz, które Jakub, podarował Ezawowi, jako symbol pojednania (Rdz 32,14).